# Jeldosz Szmetov
Jeldosz Szmetov, kazakul: Елдос Сметов  (Taraz, 1992. szeptember 9. –) olimpiai és világbajnok kazak cselgáncsozó.

## Pályafutása
1992. szeptember 9-én született Tarazban. Légsúlyban versenyez. 2013-ban szerezte első Ázsia-bajnoki érmét, egy bronzérmet a bangkoki kontinens viadalon. 2015-ben az asztanai világbajnokságon aranyérmes lett. 2016-ban Ázsia-bajnok lett Taskentben és a Rio de Janeiró-i olimpián ezüstérmet szerzett. A világbajnokságokon és az Ázsia-bajnokságokon is egy-egy arany- és bronzérmet szerzett. A 2014-es incshoni Ázsia-játékokon aranyérmet nyert.
A tokiói olimpián bronzérmet szerzett. 2024-ben a párizsi olimpián győzött a 60 kg-os súlycsoportban.

## Sikerei, díjai
- Olimpiai játékok – 60 kg
  - ezüstérmes: 2016, Rio de Janeiro
- Világbajnokság – 60 kg
  - aranyérmes: 2015
  - bronzérmes: 2019
- Ázsia-bajnokság – 60 kg
  - aranyérmes: 2016
  - bronzérmes: 2013
- Ázsia-játékok – 60 kg
  - aranyérmes: 2014